# ماثيو جاي
ماثيو جاي (بالإنجليزية: Matthew Jay)‏ هو مغن مؤلف بريطاني، ولد في 10 أكتوبر 1978 في بليموث في المملكة المتحدة، وتوفي في 25 سبتمبر 2003 في ويلسدن ‏ في المملكة المتحدة.

## وصلات خارجية
- الموقع الرسمي
- ماثيو جاي على موقع ميوزك برينز (الإنجليزية)
- ماثيو جاي على موقع أول ميوزيك (الإنجليزية)
- ماثيو جاي على موقع ديسكوغز (الإنجليزية)